# Europa im Erdölrausch
Europa im Erdölrausch. Die Folgen einer gefährlichen Abhängigkeit ist ein 2012 bei Orell Füssli veröffentlichtes Sachbuch des Publizisten und Historikers Daniele Ganser. Das Schweizer Wirtschaftsmagazin Bilanz führte es im November 2012 auf seiner Bestsellerliste für Wirtschaftsbücher auf Platz 8. Der Wissenschaftsjournalist Hellmut Butterweck rezensierte das Buch in der Wiener Zeitung, der Chefredakteur von Deutschlandfunk, Rainer Burchardt, bei Deutschlandradio Kultur und die Redaktionsleiterin Susan Boos in der WOZ Die Wochenzeitung.

## Wissenschaftliche Rezension (Auswahl)
- Christian Pfister: Daniele Ganser: Europa im Erdölrausch. In: Vierteljahrschrift für Sozial- und Wirtschaftsgeschichte 101 (2014) 1, S. 107 f. (PDF)

## Ausgaben
- Europa im Erdölrausch. Die Folgen einer gefährlichen Abhängigkeit. Orell Füssli, Zürich 2012, ISBN 978-3-280-05474-1.
- Gekürzte Lesefassung: Europa im Erdölrausch. Die Folgen einer gefährlichen Abhängigkeit. 6 CDs, ABOD Verlag, München 2015, ISBN 978-3-95471-449-0. (Sprecher: Markus Böker)